# 绅士 (歌曲)
《绅士》（英語：Gentleman）是韩国歌手PSY于2013年发行的一首单曲。该歌曲中，PSY饰演一个虚荣心强、认为自己是“Gentleman（绅士）”的男子的内心独白。《绅士》延续了《江南style》的电子音乐风格，而PSY在接受采访时亦表示此曲将是《江南style》的续集。这首单曲的第一次公开表演是在首尔世界杯体育场。截至2015年11月3日，“Gentleman（绅士）”的YouTube網站的官方音樂錄像的觀看次數已經突破9億次。
於2022年4月，Gentleman的YouTube網站的官方音樂錄像的觀看次數突破了14億次。

## 宣传海报
《绅士》的宣传海报上，13个戴着墨镜的PSY正在抱胸大笑，上方是一行英文：“I'm a mother fxxxxxgentleman”。后来这个隐晦的词语被解读为“father”。

## 发行史
PSY起初在3月8日在Twitter上宣布他要在《江南style》后发行一首名为《Assarabia》（韩语中“哦耶”之意）的歌曲，但由于这一词汇对阿拉伯人有歧视之嫌，PSY最终不得不将歌曲改名。
为了适合4月13日首演的气氛，PSY建议他的粉丝们穿着白衣到达现场。体育场内有大约50,000名观众，而此次首演也缓和了因朝核问题而紧张的神经。当日首尔时间下午6:30（UTC时间上午10:30）的首演会在YouTube上同步直播。 
尽管《江南style》的“骑马舞”一度风靡全球，但是PSY担心这一纪录被《哈林摇》改写。他说，“我现在当然比以前更加有压力，因为会有更多的人来观看我（的表演）。”他在《绅士》的MV中表演的舞步来自一本叫《Stuff》的杂志。关于海报上的粗口，PSY在一场音乐会的新闻发布会上表示：“我选择这个词组是因为它发音容易”。与此同时，PSY还使用了韩语中的“알랑가 몰아”（Aranggamora，“你懂的”，相当于英文的“you know”）作为歌词饶舌的一部分。
《绅士》的歌词包含了更多的英语。《赫芬顿邮报》对此曲的评价是“流行电音”，而《时代》则将其描述为K-pop。

## 反应

### 批评家的回应
《绅士》饶有新意的音乐风格在歌曲一经发布后就引起了强烈反响。但一些批评家认为，《绅士》将很难超越《江南style》。CNN的杰克·泰普尔（Jake Tapper）认为，PSY只不过是昙花一现，而滚石乐队的合作编曲西蒙·伏子可·列维孙认为，“想要创造一个像《江南style》一样的神话是不可能的”。

### 音乐榜表现
在韩国，《绅士》一经发布就立即登上了“加翁排行榜”，4月7日至13日的一周间共有429,255次下载。在英国单曲排行榜上，发行后不到48小时内《绅士》即登上了第61名。4月17日，其获得了iTunes英国的第八名。在瑞士和芬兰，《绅士》同样进入了前10名。17日，获得了iTunes俄罗斯第一名、iTunes德国第四名、iTunes法国第六名、iTunes意大利第五名以及iTunes希腊第四名。
在大洋洲，《绅士》的表现仍然不俗，赢得了iTunes澳大利亚第9名，iTunes新西兰的第5名和iTunes斐济的第4名。此外，在北美，《绅士》也位列“告示牌百强单曲榜”。

## 音乐录影带

### 制作
4月7日至9日，PSY在首尔和高阳录制了《绅士》的MV。开始时的时装店是10 Corso Moso的清潭洞分店，电梯则位于洲际酒店，这两处都在如今已家喻户晓的江南区。视频里的中学位于城东区。而图书馆则是首尔市政厅的大都会图书馆。片中标志性的摇臀舞表演一部分是在麻浦大桥上。高阳体育馆里也有取景，韩流坞和一山的室内高尔夫球场同样出现在MV中。本片的导演是赵秀贤（也是《江南style》MV的导演）和梁铉锡。出演人员包括《无限挑战》节目的刘在锡、吉成俊、郑俊河、朴明秀、卢弘喆及河东勋等人。其中，刘在锡和卢弘喆都保留了在《江南style》中的造型。
PSY把他的新作品描述为“在它与‘江南style’之间建立火辣的缠绕（sexual twist）”。片中他穿着不同色系的西服，依旧戴着墨镜。在MV正式发布之前，PSY说，“这是在我们国家尽人皆知的舞蹈，只是其他国家的人们不知道而已”，而舞蹈展现出来的却是Brown Eyed Girls曾经在《Abracadabra》一曲中早已展示过的“傲慢舞蹈（arrogant dance）”。同样身为《江南style》配舞的李祚孙说，“我们考虑了50种不同的舞步，既有体育舞蹈又有动物的舞蹈，但最终《Abracadabra》的舞步成为了我们的选择”。此外，Brown Eyed Girl的孙佳人也加入了《绅士》的拍摄，另据报道，该团体还得到了PSY支付的版税。
影片里出现的另一种舞步被称为“螃蟹舞”，舞者将双手张开像螃蟹的螯，身体横向移动，这一舞姿也是由李祚孙发明的。

### 影片内容
虽然歌曲名为《绅士》，但是PSY在MV中的行为却反讽了“绅士”一词。
PSY同几个老人走在一个有斜坡的马路上，并踢飞了路边的一个路障。他们走进一家时装店，那几位老人提着购物袋跟着他。在经过走廊时，PSY“胸袭”了一个女性人体模型。之后，PSY懒洋洋地躺在一把扶手椅里，一个女孩在其身后跳舞。随后他开始和Haha跳舞。PSY在iPhone上玩Candy Crush Saga，金敏善在跑步机上跑步，此时PSY来到她身旁，一直按加速键，直到她摔倒在地，PSY大笑不止。他随后与另一个女孩在一家饭馆里交谈，卢弘喆在后面的镜子里摇摆，PSY在她喝咖啡时把咖啡杯扣到了她的嘴上。
刘在锡穿着在《江南style》里的荧黄色服装，手捂腹部进入电梯。电梯关闭前，PSY闯了进来，按下了所有楼层的按键。刘在锡痛苦地扭曲身体，而PSY用摇摆舞奚落他。在一个图书馆裡，PSY把手放在自己的臀部，放了个屁。之后他把手攥成拳，伸到金贤珠的面前。
PSY穿着粉色的西服，带领众人一起跳摇摆舞；前排的女孩们背朝镜头，她们的马尾辫随着身体摇摆。之后PSY入侵了几个小孩子的足球赛，把球踢到一边，遭到喷灌器喷出的水柱。他在一个按摩馆出现，给一个穿紫色比基尼泳装和一个穿黄色泳装的女孩涂抹洗剂。当一个光头的人（吉成俊）用吹风机吹头发的时候，PSY解开了黄衣女孩背上的衣带。随后PSY手托腮趴在地上饶舌，朴明秀和郑俊河翻着白眼跨在PSY身上跳著一支惹笑的「低俗的辣身舞」。PSY邀请一个女孩到咖啡馆，在后者即将坐下的时候搬开椅子，使其摔倒在地。一旁的郑亨敦上前拉她起身，却在她起身时松手，又一次摔倒。两位男士哈哈大笑。
在一家体育馆里，PSY遇到了穿着印有字母“G”的紧身橄榄球服的孙佳人。他脱掉自己的外套，把它扔给孙佳人，自己跑到一边做引体向上。他们一起离开体育馆，来到一间帐篷酒吧。一身黑衣的孙佳人撤掉PSY的座椅，后者栽倒。PSY把一块打糕(韓國條狀年糕)缠绕在脖子上，像耍蛇一样玩起了打糕(韓國條狀年糕)。PSY随后吮吸起了碗里的一束拉面，孙佳人在吃关东煮。
他们一起跑出帐篷。之后他们又来到了一片开阔地，跳起摇摆舞。其他女孩依然背朝镜头。镜头回到帐篷，两人与周围的人聚会，PSY打开了一罐啤酒，并起劲地摇晃它，直到它溅出泡沫,然後擁抱孫佳人。在一个游泳池，PSY与之前穿紫色比基尼泳装和穿黄色泳装的女孩在一起，他们坐在三个可以翻转的椅子上。PSY重复多次“Wet PSY!!”最后他们被翻转的座椅抛入池中。
众人在池边跳摇摆舞，PSY得意地用手捋去头上的水。他们还在一个大桥上和足球场里跳舞。
之后是录影的花絮。在帐篷里，孙佳人吃东西时被PSY逗得呛着，PSY在玩打糕(韓國條狀年糕)时啃下了一块，吐不出也咽不下。孙佳人在一个灯杆旁跳钢管舞，PSY则绕着旁边一个更粗的灯杆。PSY之后坐在一个经过改装的路障上，路障的上半部分不停敲打着PSY的臀部，他最后跳了起来。
PSY闯进一间阅览室，当一个女孩把资料放进复印机后，PSY扒开资料，把头伸了进去。复印机印出了一张张《绅士》的封面。

### 发布
2013年4月13日，《绅士》的音乐录影带正式发布，距离Youtube上PSY的直播只过去了不长时间。目前已经有超过15亿人次观看。而歌曲则是在前一天就在每个时区的0:00发布。许多人想要提前观看MV的要求被PSY的唱片公司阻止，而《时代》杂志说，“这些人已经能够过早地观看了”。在Twitter上，当被问及为何要在音乐会直播的前一天发布歌曲时，PSY回答，“因为我们要一直唱下去”（'Cause we gotta sing along）。
4月18日，KBS禁止播放此视频，因为开头PSY一脚踢飞标有“请勿停车”的路障的行为涉嫌“破坏公物”。

### 评价
匈牙利MTV电视台的Todd Gilchrist表示，此片不过是“拙劣地模仿了《超龄插班生》的情节（戏弄女士），在她们坐下时撤去椅子或是在她们在跑步机上跑步时按下加速键以让她们摔倒，并以此为乐”。

### 关注
这首歌曲的音频版在Youtube上得到了超过120万次的点击，而现场首演只有约160,000名观众。《绅士》的MV在发布后24小时内被观看了189万次。这打破了由贾斯汀·比伯因《Beauty and A Beat》保持的106万次的纪录。
短短四天后，《绅士》的观看量就达到了一亿次。这使《绅士》成为了最快打破一亿次观看纪录的MV，超越了Lady Gaga的纪录（《罗曼死》），与2013年俄罗斯陨石事件一道成为上升最快的视频。
许多网友制造了空耳版歌词。有国语剪刀面及粤语版（《正到咩》）

## 外部連結
- YouTube上的绅士

## 备注和参考资料
1. 1 2  Kaufman, Gil. . MTV. 2013-04-02  [2013-04-11]. （原始内容存档于2013-12-03）.
2. ↑  Westbrook, Caroline. . Metro杂志. 2013-04-11  [2013-04-11]. （原始内容存档于2020-12-02）.
3. ↑  觀看次數最多的YouTube視頻列表
4. ↑  原文即是如此。
5. ↑  . MTV News. UK. 2013-04-11  [2013-04-16]. （原始内容存档于2013-12-04）.
6. ↑  . Twitter.com.   [2013-04-18]. （原始内容存档于2017-04-22）.
7. ↑  Assarabia=Ass+Arabia=衰阿拉伯人
8. 1 2  Sherwin, Adam. . The Independent. 2013-04-11  [2013-04-12]. （原始内容存档于2015-09-24）.
9. ↑  Ho, Eric. . 時代雜誌. 2013-04-11  [2013-04-12]. （原始内容存档于2022-03-04）.
10. ↑  Choi, EunHwa; Kim, Erika (translation). . Enewsworld. 2013-04-14  [2013-04-18]. （原始内容存档于2013-04-22）.
11. ↑  Tapper, Jake. . The Lead with Jake Tapper (blogs.cnn.com). CNN. 2013-04-12  [2013-04-21]. （原始内容存档于2021-03-26）.
12. ↑  . Gaon Chart. Korea Music Content Industry Association.   [2013-04-18]. （原始内容存档于2013-05-01） （韩语）.
13. ↑  . Gaon Chart. Korea Music Content Industry Association. 2013-04-13  [2013-04-18]. （原始内容存档于2013-06-16） （韩语）.
14. ↑  Kreisler, Lauren. . The Official Charts Company. 2013-04-14  [2013-04-14]. （原始内容存档于2013-04-17）.
15. ↑  Trust, Gary. . Billboard. 2013-04-17  [2013-04-17]. （原始内容存档于2013-10-16）.
16. 1 2 3 4  이태수. . Hankook Ilbo. 2013-04-16  [2013-04-18]. （原始内容存档于2013年4月19日） （韩语）.
17. 1 2 3  Hicap, Jonathan M. . Manila Bulletin Publishing Corporation. 2013-04-17  [2013-04-21]. （原始内容存档于2013-04-20）.
18. ↑  .   [2013-04-20]. （原始内容存档于2013-06-19）.